# 216 (getal)
216 is een natuurlijk getal. Het komt na 215 en voor 217.

## 216 in de wiskunde
• 216 is de derde macht van 6 en de kleinste derde macht die de som is van drie andere derde machten:
{\displaystyle 216=3^{3}+4^{3}+5^{3}=6^{3}}.
Plato was hiervan reeds op de hoogte; hij vermeldde het in Boek VIII van zijn Staat.
• 216 is een Harshadgetal in het decimaal talstelsel: 216 is deelbaar door 9, de som van zijn cijfers 2+1+6.
• 216 is een onaanraakbaar getal, omdat het niet kan worden uitgedrukt als de som van alle echte delers van een natuurlijk getal.